# 側連鰭雀鯛
側連鰭雀鯛（學名：Nexilosus latifrons），為輻鰭魚綱雀鯛科連鰭雀鯛屬下的一個種，分布於東太平洋秘魯和智利北部以及加拉巴哥群島海域，深度1至10公尺，本魚體呈橢圓形而側扁，吻部圓鈍，體被櫛鱗，成魚體呈深棕色或鐵鏽色，體中央有一條橙色橫帶，背鰭硬棘13枚、背鰭軟條17-19枚、臀鰭硬棘2枚、臀鰭軟條13-14枚，體長可達30公分，棲息在岩石海岸，以藻類及小型無脊椎動物為食，繁殖期時成對出現，雄魚會守護卵直到孵化，生活習性不明。